# أدريان ليو دويل
أدريان ليو دويل (بالإنجليزية: Adrian Leo Doyle)‏ هو عالم عقيدة أسترالي، ولد في 16 نوفمبر 1936 في هوبارت في أستراليا.